# Adlerfang

Adlerfang

Der Adlerfang ist in der Heraldik eine gemeine Figur. Dargestellt wird ein Fuß mit Krallen eines Wappenadlers, meistens in abstechender Tingierung. Oft werden noch Federn am Fang gezeigt. Besonders beliebt ist die Kralle an einem Flügel (Klauenflügel). In der Beschreibung, ob der Flügel nach rechts oder links mit den Sachsen zeigt, ist das zu erwähnen. Die Darstellung des Adlerfanges im Wappen eignet sich auch zum Halten von Gegenständen, insbesondere von Waffen wie etwa Pfeile.
Der Adlerfang mit halben Flug ist der Klauenflügel.

Adlerfang (Aindling)
Adlerfang (Kürnbach)
Geflügelter grüner Adlerfang (Lauterstein)
Adlerfang (Nusplingen)
Schräglinks aufsteigende Vogelklaue, bezugnehmend auf die Grafen von Leiningen, in Mettenheim/Rhh.
Gekreuzte Adlerfänge, aufwärts gerichtet (Sontheim an der Brenz)
Fang hält steinzeitliche Axt (Wentorf bei Lauenburg)